# 維里夫卡 (別里斯拉夫區)
46°53′6″N 33°10′31″E / 46.88500°N 33.17528°E
維里夫卡（烏克蘭語：Вірівка）是位於烏克蘭南部的村莊，由赫爾松州別里斯拉夫區的佳亨卡市鎮負責管轄。該村面積0.6平方公里，海拔高度50米，2001年人口495，人口密度每平方公里830.5人。